# 1577 en France
Chronologie de la France
- 1573
- 1574
- 1575
- 1576
- 1577
- 1578
- 1579
- 1580
- 1581

## Évènements
- 17 janvier : les États généraux de Blois rétablissent l’unité religieuse en rupture avec la paix de Monsieur[1].

- Mars :
  - soulèvement de Condé. Début de la sixième guerre de religion[1]. François d’Alençon, devenu duc d’Anjou se rallie à son frère Henri III et prend la tête de l’armée royale.
  - édit royal règlementant les hôteliers, cabaretiers et taverniers[2].

- 17 avril : le Protestant Châtillon s’empare de la citadelle de Montpellier et la fait raser, pendant que Jean de Saint-Romain occupe Aigues-Mortes. Le roi envoie le maréchal de Bellegarde renforcer le gouverneur du Languedoc Montmorency-Damville. Pendant que ce dernier bloque Nîmes, Damville obéit aux ordres du roi et assiège Montpellier en juin[3]. Montpellier est défendue pendant tout le mois de juillet par François de Châtillon, qui en sort ensuite pour chercher du secours dans les Cévennes et en Haut Languedoc. Il réunit 4000 hommes, et parvient à faire lever le siège de Montpellier le 30 septembre[4].

- 2 mai : La Charité-sur-Loire, place protestante, est prise et saccagée par les troupes de Monsieur[5].
- 12 mai : Issoire est prise et saccagée par les troupes de Monsieur[5].
- 14-16 mai : Guy de Saint-Gelais, seigneur de Lansac, rencontre la flotte de Condé dans le Pertuis d’Antioche ; la flotte royale doit se retirer, après une vaine tentative pour soumettre l’île de Ré[6].

- 22 juin : le duc de Mayenne, qui opère en Poitou et en Saintonge assiège Brouage[3], secondé par Puygaillard et Strozzi (Il reçoit, à cette occasion, le renfort de six compagnies de Suisses), qui tient deux mois[7] (Il y trouve pour 400 000 livres tournois de sel, revendu par la suite en Angleterre[8]).

- 4 juillet : le roi vient à Poitiers et y reste trois mois[9].
- Juillet : édit de Poitiers portant création des bureaux généraux de trésoriers de France dans les capitales de généralités, enregistré au Parlement de Paris le 27 janvier 1578[10]. L’administration fiscale se perfectionne.
- 10-16 juillet : nouveaux combats navals entre la flotte royale de M. de Lansac et la flotte de Condé, commandée par Clermont d’Amboise, qui tournent au désavantage des Protestants ; l’éloignement de la flotte rochelaise permet à Lansac de prendre possession de l’île d’Oléron[6].

- 14 août : arrêt du parlement de Paris règlementant l’introduction de vins communs dans la capitale. Il interdit aux marchands de vin tout achat à l’intérieur d’un périmètre de vingt lieues autour de Paris, soit dans un rayon de 88 kilomètres ( « règle des vingt lieues »)[11].
- 21 août : prise de Brouage par le duc de Mayenne[1].

- 17 septembre : signature de la paix de Bergerac[1]. La liberté de culte est limitée aux faubourgs d’une seule ville par bailliage.

- 8 octobre : publication de l’Édit de Poitiers par le Parlement de Paris[12].

- 2 novembre : Henri III désigne une commission chargée d’assurer la bonne construction du Pont Neuf et le suivi des travaux[13].
- 20 novembre : réforme monétaire. Henri III, sous la pression de la Cour des Monnaies, supprime le compte par livres tournois et impose le compte par écus d’or[14]. Les mesures mercantilistes sont renforcées (interdiction de l'importation des objets manufacturés et de l'exportation des matières premières)[15]. De 1550 à 1574, huit dévaluations ont affaibli la livre tournois de plus de 16 %. Quatre nouvelles dépréciations de 1574 à 1577, accélèrent le mouvement. Pour bloquer la dévaluation des monnaies, la monarchie oblige ses sujets à libeller toutes les transactions en écus d’or et non plus en livres[16].
- Décembre : Henri de Navarre tombe dans une embuscade à Eauze, en Armagnac. Il parvient à se dégager en tirant des coups de pistolets jusqu’à l’arrivée de renforts. (Certaines sources donnent décembre 1576[17].)

## Naissances en 1577
- x

## Décès en 1577
- x